# 馬來科技博物館
馬來科技博物館又稱馬來科技館、馬來工藝博物館，是汶萊首都斯里巴加湾哥打峇魯的一座博物館，於1988年2月29日由汶萊蘇丹哈桑纳尔·博尔基亚開館，展示當地馬來人的傳統工藝。
此博物館包括三個展廳，其中一個展廳展示甘榜亞逸的船屋，一個展廳展示甘榜亞逸居民造船、裝修屋頂、製造釣具與打造金飾、銀飾、銅飾以及織布的技術，另一個展廳則展示倫巴旺族、卡達央族、比沙亞人與本南族等汶萊內陸居民的傳統工藝。